# Шумаков, Валерий Иванович
Вале́рий Ива́нович Шумако́в (9 ноября 1931, Москва — 27 января 2008, там же) — советский и российский врач-трансплантолог, профессор. Действительный член АМН СССР (1988) и РАН (1994). Герой Социалистического Труда (1990). Лауреат Государственной премии СССР (1971) и РФ (2002). Заслуженный изобретатель РСФСР (1978). Кавалер ордена Святого апостола Андрея Первозванного (2001).

## Образование
Окончил среднюю школу № 330 в г. Москве. Стать хирургом хотел со школы.
В 1950 году поступил в 1-й Московский медицинский институт имени И. М. Сеченова Минздрава СССР.
В 1956—1959 годах — аспирант кафедры оперативной хирургии и топографической анатомии того же института (после аспирантуры работал в академической группе Г. М. Соловьёва по проблеме искусственного кровообращения при открытой коррекции пороков сердца).
В 1959 году защитил кандидатскую диссертацию на тему «Хирургическое исправление недостаточности митрального клапана», а в 1965 — докторскую, в которой провёл систематизацию данных о диаметрах сердечных устий человека после иссечения естественных клапанов сердца. Показанные в ней значения легли в основу типоразмеров отечественных шаровых механических протезов клапанов сердца.

## Карьера (основные этапы)
- 1963—1966 годы — старший научный сотрудник НИИ клинической и экспериментальной хирургии Министерства здравоохранения СССР.
- 1966—1969 годы — руководитель лаборатории искусственного сердца и вспомогательного кровообращения института (в 1969 г. утверждён в звании профессора).
- 1969—1974 годы — руководитель отдела трансплантации и искусственных органов.
- 1974—2008 годы — директор НИИ трансплантологии и искусственных органов Министерства здравоохранения Российской Федерации[3].

Впервые в СССР успешно выполнил пересадку почки (1965 год), пересадку сердца (12 марта 1987 года), одновременную пересадку сердца, печени и поджелудочной железы, а также двухэтапную пересадку сердца. Явился основателем научной школы, подготовил более 50 докторов и 120 кандидатов медицинских и биологических наук. Автор трёх научных открытий, более 20 монографий, 450 научных работ, 200 изобретений. C 1994 года был главным редактором журнала «Вестник трансплантологии и искусственных органов». В 1995 году под редакцией В. И. Шумакова вышло первое в России «Руководство по трансплантологии».
До конца жизни возглавлял основанную им кафедру «Физика живых систем» Московского физико-технического института.
Последние годы жизни проживал в Москве, в Доме на набережной. Умер 27 января 2008 года в Москве. Похоронен в Москве на Новодевичьем кладбище.

## Награды
- Герой Социалистического Труда (Указ Президента СССР от 26 декабря 1990, орден Ленина и медаль «Серп и Молот») — за выдающийся вклад в развитие советской трансплантологии и применение её на практике, плодотворную научную и общественную деятельность[7]
- Орден Святого апостола Андрея Первозванного (3 ноября 2001) — за выдающиеся достижения в области здравоохранения и медицинской науки[8]
- Орден «За заслуги перед Отечеством» II степени (12 апреля 1999) — за выдающийся вклад в развитие отечественной трансплантологии, создание и внедрение искусственных органов в клиническую практику, плодотворную научную и общественную деятельность[9]
- Орден «За заслуги перед Отечеством» III степени (20 марта 1995) — за выдающиеся заслуги в здравоохранении и медицинской науке, достижения в области трансплантологии и искусственных органов[10]
- Медаль «В память 850-летия Москвы» (1997)
- Почётное звание «Заслуженный изобретатель РСФСР» (6 декабря 1978 года) — за заслуги в области изобретательской деятельности[11]
- Государственная премия СССР 1971 года в области науки и техники (5 ноября 1971) — за разработку и внедрение в клиническую практику пересадки почек[12]
- Почётный гражданин Москвы (3 сентября 1997) — в связи с празднованием 850-летия основания города Москвы, за выдающиеся заслуги перед городом и гражданами Москвы[13]
- Почётный гражданин Рязанской области (24 января 2002) — за высокие достижения в области здравоохранения, большой личный вклад в улучшение медицинского обслуживания жителей Рязанской области[14]
- Премия Правительства Российской Федерации 1997 года в области науки и техники (6 апреля 1998) — за разработку и внедрение в клиническую практику пересадки сердца[15]
- Почётное звание «Почётный гражданин Рязанской области» (24 января 2002 года) — за высокие достижения в области здравоохранения, большой личный вклад в улучшение медицинского обслуживания жителей Рязанской области[16]
- Премия имени А. Н. Бакулева (2003) — «за создание нового направления — клинической трансплантологии»
- Государственная премия Российской Федерации 2002 года в области науки и техники (13 декабря 2003) —  за разработку основных положений проблемы хирургического лечения аневризм восходящего отдела и дуги аорты[17]
- Благодарность Мэра Москвы (8 ноября 2006) — за выдающийся личный вклад в мировую и отечественную хирургию, большую общественную и педагогическую работу и в связи с 75-летием со дня рождения[18]
- Премия Правительства Российской Федерации 2007 года в области науки и техники (посмертно) (27 февраля 2008) — за трансплантацию печени как радикального метода лечения тяжёлых заболеваний печени у взрослых и детей — создание и внедрение нового направления в российском здравоохранении[19]

## Память
В 1998 году имя «Хирург Валерий Шумаков» было присвоено звезде в созвездии Скорпиона.
В 2001 году в Шиловской СОШ № 1 посёлка Шилово Рязанской области, где он учился в годы войны, была открыта мемориальная доска, о том, что Шумаков учился здесь.
В 2009 году НИИ трансплантологии и искусственных органов приказом министра здравоохранения и социального развития Российской Федерации был переименован в Федеральный научный центр трансплантологии и искусственных органов имени академика В. И. Шумакова.
В 2011 году, к 80-летию учёного, в Москве, на Щукинской улице, рядом со зданием Федерального научного центра трансплантологии и искусственных органов имени академика В. И. Шумакова был открыт Памятник хирургу Валерию Шумакову работы скульптора Дениса Стритовича.
В 2012 году Почта России выпустила марку с изображением В. И. Шумакова. Номинал 15 р. Портрет В. И. Шумакова на фоне кардиограммы и знак ордена Святого апостола Андрея Первозванного.

## Семья[23]
Отец: Шумаков Иван Андреевич (1900—1965).
Мать: Шумакова Наталья Алексеевна (Барскова) (1900—1975).
Супруга: Калитиевская Наталья Михайловна, врач-анестезиолог.
Сын: Дмитрий Шумаков (р. 1967), врач, заведующий отделением Федерального научного центра трансплантологии и искусственных органов имени академика В. И. Шумакова.
Дочь: Шумакова Ольга Валерьевна (р. 1963), сотрудник Государственной Третьяковской галереи.
Внуки: Наталья (р. 1993), Кирилл (р. 1996), Мария (р. 1996), Валерия (р. 1998), Иван (р. 2004).

## Из библиографии
- Синдром отторжения при трансплантации почки / В. И. Шумаков, Э. Р. Левицкий, Н. Ф. Порядин, Л. П. Алексеев. — М. : Медицина, 1982. — 271 с.